# 掌 -show-
「掌 -show-」（ショウ）は、喜多村英梨の楽曲。喜多村英梨・河合英嗣が作詞、河合英嗣が作曲を手掛けた。喜多村の7枚目のシングルとして2014年5月14日にスターチャイルドから発売された。喜多村のシングルとしては前作「Birth」から約9か月ぶりのリリースとなる。

## 概要
本曲は、テレビアニメ『シドニアの騎士』のエンディングテーマに起用された。販売形態は初回限定盤（KICM-91517/8）と通常盤（KICM-1517）の2種リリースで、前者には表題曲のPVを収録したDVDと、期間限定で「喜多村英梨 Live 2014」の先行抽選シリアルナンバーが封入されている。
また表題曲のPVにはロックバンド12012のギターの酒井洋明とベースの塩谷朋之がバックバンドで参加(本作のレコーディングには参加はしていない。)。『Greedy;(cry)』にはleda（ギター）、Ikuo（ベース）、淳士（ドラム）が参加している。

## 収録曲
| 全作曲・編曲: 河合英嗣。 |                                    |                      |            |      |
| #                        | タイトル                           | 作詞                 | 作曲・編曲 | 時間 |
| 1.                       | 「掌 -show-」                      | 喜多村英梨、河合英嗣 | 河合英嗣   | 4:20 |
| 2.                       | 「Greedy;(cry)」                   | 喜多村英梨           | 河合英嗣   | 6:08 |
| 3.                       | 「掌 -show-（Off Vocal Ver.）」    |                      | 河合英嗣   | 4:20 |
| 4.                       | 「Greedy;(cry)（Off Vocal Ver.）」 |                      | 河合英嗣   | 6:05 |
| 合計時間:                | 合計時間:                          | 合計時間:            | 20:55      |      |

| #  | タイトル                  | 作詞 | 作曲・編曲 |
| -- | ------------------------- | ---- | ---------- |
| 1. | 「掌 -show-」(Music clip) |      |            |

## チャート
| チャート（2014年）                | 最高位 |
| --------------------------------- | ------ |
| オリコン                          | 20     |
| Billboard JAPAN HOT 100           | 39     |
| Billboard JAPAN Hot Singles Sales | 15     |
| Billboard JAPAN Hot Animation     | 9      |
| サウンドスキャン（初回限定盤）    | 17     |